# Trevor Lucas
Trevor Lucas, född 25 december 1943 i Melbourne, död 4 februari 1989 i Sydney, var en australisk gitarrist, sångare och producent. 
Lucas debuterade som soloartist med albumet Overlander i mitten av 1960-talet, efter att ha flyttat från Australien till England. Han träffade där Sandy Denny som han senare gifte sig med. De bildade 1970 folkrockgruppen Fotheringay. Lucas anslöt sig 1973 till Fairport Convention, en grupp han gjorde tre studioalbum med.